# Physcomitrium orbignyanum
Physcomitrium orbignyanum är en bladmossart som beskrevs av Montagne 1839. Physcomitrium orbignyanum ingår i släktet huvmossor, och familjen Funariaceae. Inga underarter finns listade i Catalogue of Life.